# مخبأ الصور المصغرة
على أنظمة تشغيل مايكروسوفت ويندوز, بداء من تحديث IE4 سطح المكتب ل  Win95/98 , يستخدم مخبأ الصورة المصغرة لتخزين الصور لعرض الصور المصغرة في الويندوز إكسبلورر، ذلك يسرع عرض الصور حيث أن هذه الصور صغيرة الحجم لا تحتاج إلى إعادة حساب كل مرة يراها المستخدم في المجلد.

## الغرض
يقوم الويندوز بتخزين الصور المصغرة من ملفات الرسومات، وبعض ملفات المستندات والأفلام، في ملف الصورة المصغرة مخبأ، بما في ذلك التنسيقات التالية: جيه بيه إيه جي, بي إم بي, جي آي إف, بي إن جي, تيف,AVI, PDF, PPTX, DOCX, HTML وغيرها الكثير. والغرض منه هو تمنع القرص المكثف I/O , وحدة المعالجة المركزية، ووقت التحميل عند تعيين المجلد الذي يحتوي على عدد كبير من الملفات لعرض كل ملف كصورة مصغرة. ويظهر هذا التأثير أكثر وضوحا عند الوصول إلى DVD التي تحتوي على الآلاف من الصور بدون thumbs.db تقديم وتهيئة العرض لإظهار الصور المصغرة بجوار أسماء. تم تقديم التخزين المؤقت الصور المصغرة في نظام التشغيل Windows 2000؛  حيث تم تخزين الصور المصغرة في ملف الصورة المناوب تدفق البيانات إذا تم تثبيت نظام التشغيل على محرك أقراص مع نظام الملفات إن تي إف إس. تم إنشاء Thumbs.db الملف منفصل إذا تثبيت نظام التشغيل Windows 2000 على وحدة التخزين FAT32. نظام التشغيل Windows Me أيضا إنشاء ملفات في
thumbs.db. وابتداء مع نظام التشغيل Windows XP, وبالتالي، يمكن أن يكون اختياريا تحول إيجاد في thumbs.db التخزين المؤقت الصور المصغرة والخروج من Windows عرض المستكشف القائمة، خيارات المجلد وفحص "Do not cache thumbnails" في علامة التبويب . تحت Windows 2000, Me Windows و Windows XP، أمر قائمة السياق لإجبار تحديث الصورة المصغرة المتاحة عن طريق النقر بزر الماوس الأيمن على الصورة في عرض الصور المصغرة من ويندوز اكسبلورر.

## Thumbs.db
يتم تخزين الملفات في thumbs.db كل الدليل الذي يحتوي على الصور المصغرة على أنظمة ويندوز. يتم إنشاء الملف محليا بين الصور، ومع ذلك، منع النظام استخدام واسع للبيانات وخلق تحميل بيانات إضافية على الأجهزة القابلة للإزالة. أيضا يخلق Windows XP الإصدار Media Center Edition ehthumbs.db التي تتولى معاينات من ملفات الفيديو. ويتم تمثيل كل الصور المصغرة التي تم إنشاؤها في دليل في الملف قاعدة البيانات هذه كملف JPEG، بغض النظر عن شكل الملف الأصلي. يتم تغيير حجم الصور إلى 96 × 96 بكسل افتراضيا أو نموذج مصغر النسبي للشكلها الأصلي لصور غير المربعة، مع 96 بكسل على الجانب الطويل. يمكن التحكم في حجم من الإعداد على سجل ويندوز. وسيكون لكل مجلد مع بادرت جهات النظر الصور المصغرة (هذا هو المكان الذي اتخذوه وجهة نظر الصور المصغرة للصور أو شريط العرض في مستكشف ويندوز) لديها Thumbs.db الملف. المجلدات مع الصور عرض أيضا معاينات على أيقونة الخاصة عند عرضها في وضع الصور المصغرة - الصور الأربعة الأولى في مجلد في 40 × 40 بكسل (أو على شكل متناسب) ، مع مقسم 1-بكسل مضافين على معيار أيقونة مجلد كبير. يتم تخزين ملف Thumbs.db في OLE شكل وثيقة مجمعة ، نفس الشكل التي تستخدم العديد من منتجات. مايكروسوفت أوفيس.

## مخبأ الصور المصغرة المركزي
ابتداء مع ويندوز فيستا ، ويتم تخزين معاينة الصورة المصغرة في موقع مركزي على النظام. ويوفر هذا النظام إمكانية الوصول إلى الصور مستقلة عن موقعهم، ويتناول القضايا مع محلة الملفات في thumbs.db . يتم تخزينها في ذاكرة التخزين المؤقت في (%userprofile%\AppData\Local\Microsoft\Windows\Explorer) كما عدد من الملفات مع thumbcache_xxx.db التسمية (مرقمة حسب الحجم)؛ بالإضافة إلى مؤشر يستخدم للعثور على الصور المصغرة في كل قاعدة البيانات. ومع ذلك، عند تصفح شبكة الأسهم مع إذن الكتابة و Windows Vista وWindows 7 المخزن Thumbs.db الملف في الدليل البعيد بدلا من استخدام (local) مخبأ الصورة المصغرة المركزي. يمكن أن يسبب هذا مشاكل عند حذف أسهم عن بعد، والدليل سوف تصبح تأمين لفترة من الزمن عندما اختير مستكشف Windows تلقائيا بإنشاء Thumbs.db الملف البعيد. يمكن تعطيل إنشاء ملفات في thumbs.db على أسهم عن بعد مع إعداد نهج المجموعة.

## الأدلة والطب الشرعي
وقد استخدمت وكالات إنفاذ القانون هذا الملف لإثبات أن الصور غير المشروعة تم تخزينها مسبقا على القرص الصلب. على سبيل المثال، مكتب التحقيقات الفيدرالي استخدام «في thumbs.db» ملف في عام 2008 كدليل على عرض تصوير الصور الإباحية للأطفال .
سارة موريس وهوارد تشيفرز قد حققت في التحف الطب الشرعي من قبل ذاكرة التخزين المؤقت المصغرة ويندوز 7 لينكس واليسار والعلاقات التي يمكن أن تتشكل مع ما تبقى من النظام من أجل التثبت من صحة هذه الأدلة.

## وصلات خارجية
- Thumbcache عارض - المصدر المفتوح thumbcache _ * ديسيبل المشاهد.
- اعترض عارض - المصدر المفتوح في thumbs.db المشاهد
- مخبأ المصغرة النوافذ في آلة ايباك (المؤرشفة 16 نوفمبر 2013) - وصف في thumbs.db الملف
- منع إنشاء في thumbs.db الملفات عبر نهج المجموعة (ويندوز 7)